# Talia (musa)
Talìa (in greco antico: Θάλεια?, Tháleia, in latino Thalīa) era una delle grandi muse, figlie di Zeus e Mnemosine: colei che presiede alla commedia sulla mitologia greca. È associata anche alla più severa satira come nella Musogonia di Monti «e Talìa che l'error flagella e ride» (v. 200). È ritenuta la madre dei Coribanti, avuti da Apollo. 
È raffigurata come una ragazza dall'aria allegra, che porta una corona di edera sul capo e tiene una maschera in mano.

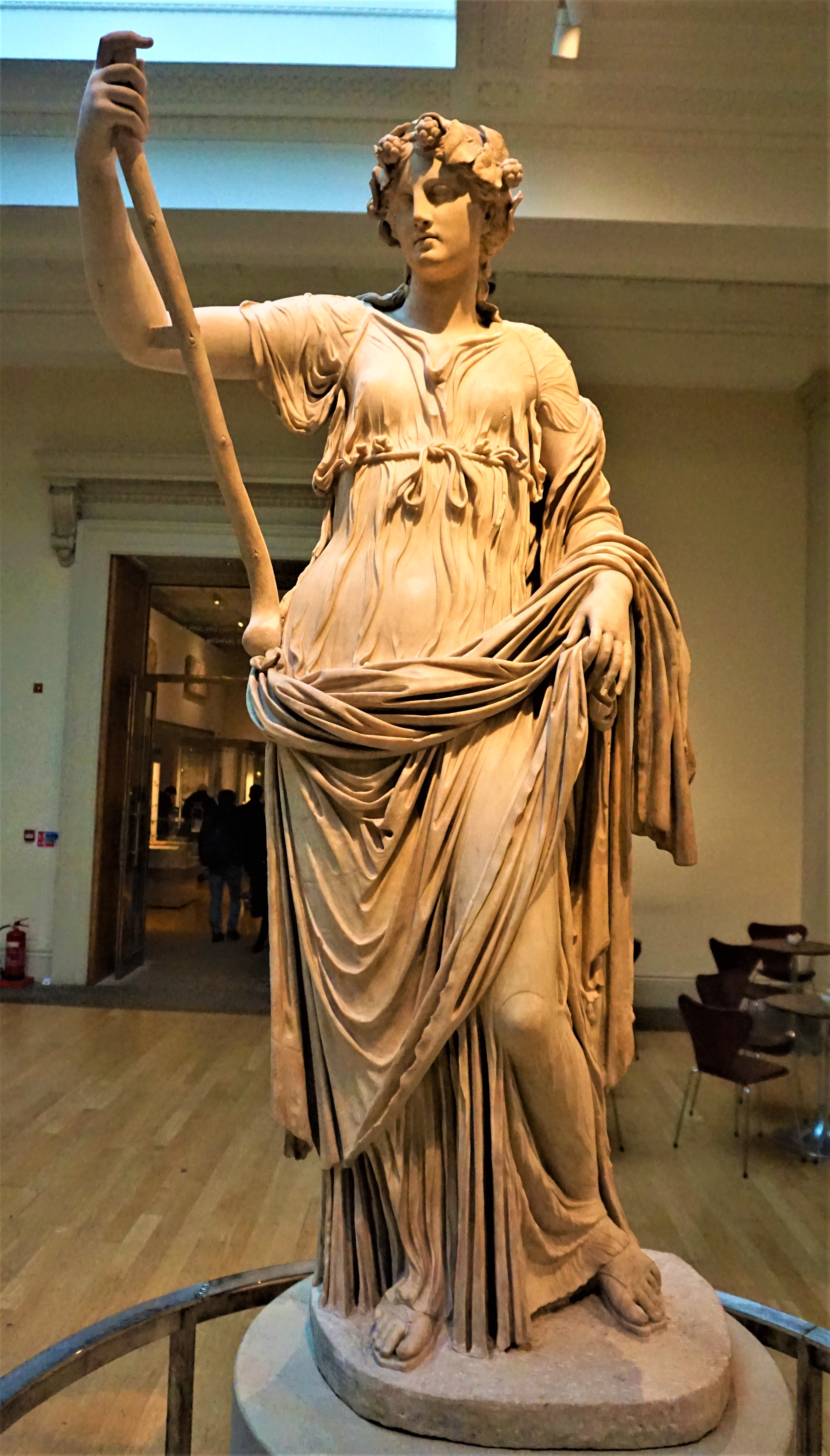
Statua della Musa, ritrovata nel 1775 nelle Terme di Porta Marina ad Ostia, oggi esposta al British Museum di Londra

## Riferimenti nella letteratura italiana
Ugo Foscolo nel carme Dei Sepolcri (vv. 53/56) riporta che il Parini fosse solito realizzare corone da una pianta di alloro da lui coltivato nella propria umile dimora, e appenderle alla statua di Talìa: Foscolo dice questo per rendere omaggio alla poesia satirica di Parini e ricordare la semplicità ed umiltà della sua vita, dedita alla poesia.
Vittorio Alfieri racconterà un sogno nella poesia Nell'ora appunto in cui Morfeo diffonde (1775). Nel sogno, Alfieri sale sul Parnaso e, dopo aver incontrato Melpomene che lo loda per i sentimenti che lo muovono alla tragedia e lo invita ad affinare i suoi strumenti tragici, incontra Talia che gli fa l'occhiolino in maniera ammiccante. Il poeta astigiano, con questa poesia, voleva sottolineare la necessità di far confluire nella stessa opera le due componenti del teatro, ovvero la componente tragica e la componente comico-satirica.